# ザ・ロック (映画)
『ザ・ロック』（原題：The Rock）は、1996年のアメリカ映画。ドン・シンプソン／ジェリー・ブラッカイマー製作、マイケル・ベイ監督によるアクション映画。
“ザ・ロック”ことアルカトラズ島を占拠してVXガスをサンフランシスコに撃ち込むとアメリカ政府を脅迫するアメリカ海兵隊の英雄の将軍が率いるテロリストと、それを阻止しようとする元SAS隊員にして元MI6部員の英国人、FBIの化学兵器スペシャリスト、特殊部隊Navy SEALsとの攻防を描いた作品。主演はショーン・コネリー、ニコラス・ケイジ、エド・ハリス。

## あらすじ

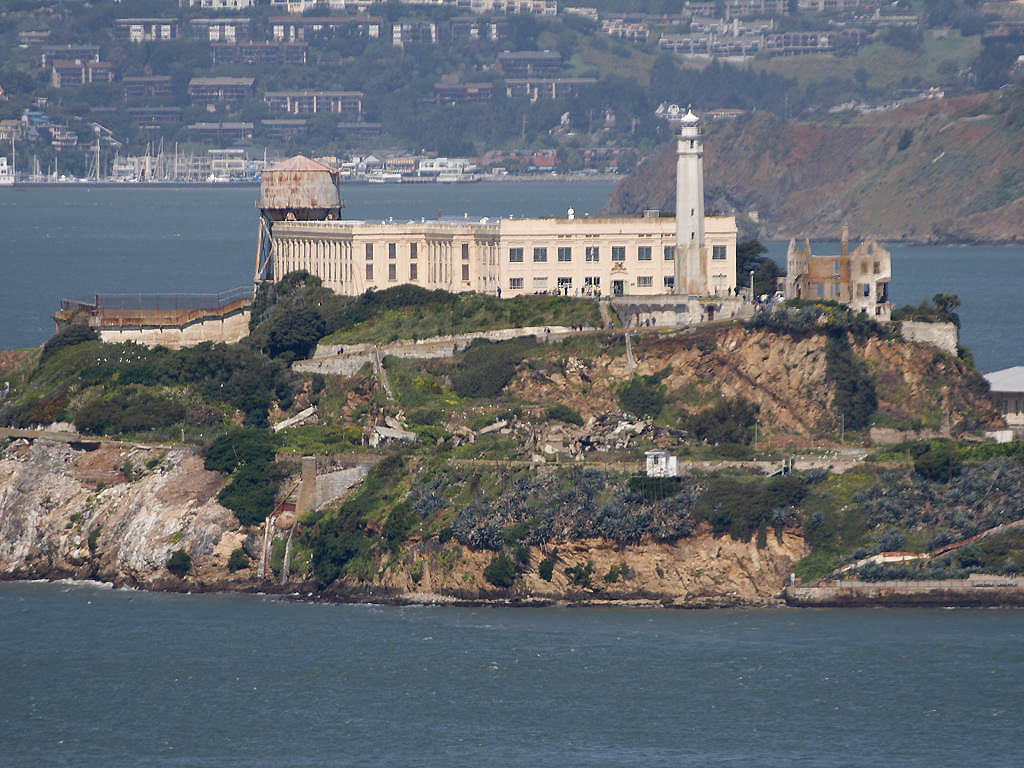
劇中で舞台になったアルカトラズ島

アメリカ海兵隊の特殊部隊を指揮するハメル准将は、多数の非合法作戦に従事してきたが、幾度となく政府に部隊を見捨てられて部下を失ったのみならず、アメリカ政府が部下及び遺族への補償を無視し続けてきた現状に激しい憤りを感じていた。何の補償もされずに戦死した部下たちに報いるため、ハメルは反乱を画策、嘗て共に作戦に従事した海兵隊員の部下たちを率いて兵器庫より化学兵器VXガスを奪取、ザ・ロックと呼ばれるかつての刑務所、アルカトラズ島に観光客を人質に立てこもり、遺族へ渡す補償金として政府に1億ドルを要求した。要求が吞まれない場合はVXガスを搭載したミサイルをサンフランシスコに撃ち込むと、ハメルたちはアメリカ政府を脅迫する。VXガスを無力化可能なテルミッド・プラズマ弾がまだ実験段階であり、政府側が有効な対抗策を打ちだせないと見切っての脅迫であった。
ハメルからの犯行声明を直電で受けたFBI長官ウォマックは、アメリカ海軍特殊部隊Navy SEALsの派遣を要請、神経ガス弾を用いたテロ計画対応のため、化学兵器のスペシャリストであるFBI特別捜査官グッドスピードを召集、また、当局に幽閉中の元SAS隊員でMI6の伝説的スパイ、メイソンの仮釈放も命じた。脱獄不可能と言わたアルカトラズ刑務所から唯一脱獄に成功した凄腕のメイソンだが、仮釈放と同時に逃走してしまう。しかしサンフランシスコに住む娘のジェイドと対面を果たしたメイソンは、大規模な追跡劇の末、娘を守るため、テロ阻止への協力を承諾する。メイソンの仮釈放はテロ阻止のためのアルカトラズ島上陸にあたり、彼の嘗ての脱出経路を活用するためで、因縁あるメイソンの再びの逃走を阻止したいウォマックは地図だけで脱出経路を思い出すよう厳命するが、海軍特殊部隊を率いるアンダーソン中佐たちも、現地でのメイソンの先導なくしては、アルカトラズ島での円滑な作戦行動が不可能と判断、メイソンも連れてのアルカトラズ上陸作戦遂行が決定した。技官であり、格闘等実戦とは本来無縁のグッドスピードも、現地でのガス弾現物の無力化作業のため、アルカトラズ同行を命じられた。
作戦が決行され、Navy SEALsは水中からの潜入に成功したものの、ハメルたち海兵隊員の待伏せ・包囲に遭遇、SEALsも自身たちと同様、国家に翻弄されていると感じたハメルは交戦を避けようと、SEALsを率いるアンダーソンに繰り返し降伏を迫る。しかしハメルを尊敬しつつ、彼の国家への叛逆行為を容認できないアンダーソンが降伏を拒否したため、銃撃戦の末SEALs隊員は全滅してしまう。生き残ったグットスピードとメイソンは、たった2人で海兵隊員と戦いながらVXガスの無効化に挑むことになる。
潜入部隊が全滅したと判断したウォマックは、アルカトラズ島への空爆を大統領に要請する。多くの人質を殺すことになるが、サンフランシスコを守るため、大統領は苦渋の選択の末、空爆を許可する。一方、空爆が近づいていると悟った海兵隊員たちはVXガスミサイルの発射をハメルに迫るが、もとより一般人を殺すつもりはなかったハメルはミサイルを発射したものの、海に着弾させる。事ここに至り、強硬派のフライとダロウはあくまで金目当てであり、ハメルが部下たちと信念を共有できていなかったことが露呈、犯行グループの内部崩壊が明らかとなり、海兵隊員たちは同士討ちの銃撃戦に突入、ハメルは部下に撃ち殺されてしまう。
メイソンとグッドスピードは死闘の末、残った海兵隊員全員を倒しミサイル全基の無効化にも成功するが、自らVXガスを浴び拮抗剤のアトロピンを注射したグッドスピードが薄れ行く意識の中で点火した中止要請の発煙筒は観測が遅れ、空母から発艦したF/A-18戦闘機の焼夷弾投下に指令が間に合わず、一発が爆発。グッドスピードは爆風で吹き飛ばされた。
救助部隊が人質を解放し、メイソンがグッドスピードを救助、メイソンは感謝と信頼の証として、かつて自身が盗み出し逮捕・収監の原因となったJFK暗殺の証拠など国家機密を収めたマイクロフィルムの隠し場所をグッドスピードに教え、姿を消す。後日新婚旅行に出たグッドスピードは、カンザス州フォート・ウォルトンの聖ミカエル教会で回収したマイクロフィルムを狂喜とともに凝視するのだった。

## 主な登場人物
本項では主要な登場人物について記述する。
ジョン・パトリック・メイソン
演 - ショーン・コネリー
本作の主人公の一人。元イギリス情報局秘密情報部部員・兼SASの大尉で、アルカトラズ刑務所からの脱獄に成功した唯一の人物。1960年代にアメリカの機密情報の収められたマイクロフィルムを奪取しイギリスに逃亡する直前にFBIに捕まり、イギリス政府も事実を隠蔽した為身分も国籍もない消された存在となっている。裁判も無しに刑務所に幽閉されてしまったため、その経緯に関わったウォマックとはその頃から互いに憎み合っている。ジェイド・アンジェルはメイソンの実の娘にあたる。アルカトラズの人質救出作戦の際にはどさくさに紛れて逃走を図るなど初めは非協力的だったが、グッドスピードに事実を伝えられ協力的になる。
BD版の特典映像のジェリー・ブラッカイマーのインタビューによると、メイソンの元イギリス情報局秘密情報部員という設定や、ラストのケネディ暗殺の真相を記したマイクロフィルムの件は、ショーン・コネリーのアイデアによる。なお、コネリーは映画界を代表するイギリスの諜報員、すなわちジェームズ・ボンドを演じた俳優の一人として知られている。

“スタン”スタンリー・グッドスピード
演 - ニコラス・ケイジ
本作の主人公の一人。FBI特別捜査官だが、専門は化学兵器のスペシャリストで射撃は訓練校時代に経験した程度のため実戦には不向き。子を身篭った恋人・カーラがいる。コロンビア大学卒、ジョンズ・ホプキンス大学で修士号・博士号を取得。FBIでも折り紙付きの化学研究員で、その才能を見込まれてアルカトラズに持ち込まれたVXガス弾無力化の為にメイソンとSEALs部隊と同行してアルカトラズに向かうことになった。実戦に向かわねばならないと突然知らされ、激しく動揺して嘔吐するなど、決して胆の据わった男ではないが、不得手である筈のメイソンの追跡劇の際には状況判断の冴え、思い切った行動力も垣間見せており、アルカトラズ上陸後、決死の働きを見せていく。メイソンを追う多くの人々を見て取り乱したジェイドを落ち着かせるなど、気配りもできる。
ビートルマニアであり、作中でもレアなビートルズのLP（『ミート・ザ・ビートルズ』）を購入している他、エルトン・ジョンの曲に言及するシーンもある。ベージュのボルボに乗っている。

“フランク”フランシス・X・ハメル准将
演 - エド・ハリス
現在の階級は海兵隊准将。ベトナム戦争で最高の指揮官と称えられ、名誉勲章を生きて受章した数少ない人物。ベトナム戦争後、カンボジア内戦や湾岸戦争の他、公にされていない非合法の軍事作戦の指揮に当たるも、人格者としても知られたその性格もあって、戦場で幾度となく部下を見殺しにする国家の姿勢を到底看過できず、決起を図るに至った。愛妻家でもあったようで、妻が亡くなり、妻を巻添えにしてしまう憂いがなくなったことも、決起に踏み切る一因となった。臨時査察と称して海軍兵器庫から15基のVXガスミサイルを奪取し、部下を率いてアルカトラズ島を占拠して、計画を進めていく。観光客とガイド計81名を人質に、アメリカ政府に対し戦死した部下の遺族への賠償金として1億ドルを要求。受け入れられない場合はサンフランシスコにVXガスを撃ち込むと脅迫して、政府の譲歩を引き出そうとしたが受け入れられず、強硬派のフライとダロウに押し切られミサイルを発射する。しかし最初から民間人を殺す意図はなかったためミサイルを海に着弾させた。これが原因でフライとダロウに反乱を起こされ、フライに至近距離から銃撃されてしまう。最期は自身の行いを悔やみ、グッドスピードに残りのミサイルの場所を伝えて息を引き取った。戦慄を覚える大量殺戮計画の首謀者であり、紛れもない悪役なのだが、計画の背景には彼なりの信念が色濃く、私欲のみに走る類の悪役とは一線を画した、悲劇性濃い人物としてその死まで存在感を放った。

ジェームズ・ウォマックFBI長官
演 - ジョン・スペンサー
FBI長官。メイソンとは彼がアルカトラズに収監される頃から関わりがあり、メイソンの存在を知っている数少ない人物。長年の因縁からメイソンとは憎みあっており、彼の仮釈放にも状況から渋々応じたにすぎないため、メイソンが署名した特赦状を（公文書であるにも拘らず）あっさり破り捨て、作戦の成否に関わらず、メイソンを自由の身にするつもりはさらさらなかった。このように険悪な関係から、メイソンが仮釈放後、逃亡を図った際には、ビルの高層階から投げ落とされそうになっている。但し、突入部隊がグッドスピードとメイソンだけとなってしまっても「メイソンならやってくれる」とメイソンの実力については、少なからず信頼を置いている。メイソン自身、ウォマックが自分を釈放する気はないと見抜いており、グッドスピードにも特赦状を破ったのを見られていたため、作戦成功後、メイソンの死体を直々に確認するべく、アルカトラズのグッドスピードのもとにウォマックがやってきた際にも、メイソンは既に姿を消しており、グッドスピードとパクストンから「メイソンは爆弾で海に吹き飛ばされて蒸発した」と報告を受けており、「人間が身体ごと蒸発するなどあり得ん」と食い下がったものの、情報はそれ以上得られず、以降メイソンの消息を辿ることはできなかった模様。

アーネスト・パクストン
演 - ウィリアム・フォーサイス
FBIサンフランシスコ支局長。グッドスピードの頼りなさを感じながらも励まし、作戦本部からの無線サポートでグッドスピードを支援、逃亡を図ったメイソンを止めるよう、無線でグッドスピードに喝をいれたりと、サンフランシスコを守るため作戦支援に徹する。メイソンの情報についても聞かされており、作戦成功後、アルカトラズにいるグッドスピードのもとを訪れた際、「メイソンは爆弾で海に吹き飛ばされて蒸発した」との報告を受け、メイソンの生存を確信しながらも、敢えて「可哀想に」と答えており、作戦に際してのメイソンの功に報いる意向を示していた。

トム・バクスター少佐
演 - デヴィッド・モース
ハメルの右腕的存在で部隊のナンバー2。階級は海兵隊少佐。1968年のテト攻勢の頃からハメルの部下として働いている。発射されたミサイルの軌道をハメルが意図的に逸らした際は彼に対し一度は激昂したものの、先述のテト攻勢からの長い付き合いであることもあって、フライ達が反乱を起こした時も、ハメルに銃口を向ける振りをしてダロウに発砲したが、弾丸はダロウの左腕に当り、逆にダロウに撃たれて死亡する。最後までハメルとその信念への敬意を失うことはなかった。

チャールズ・アンダーソン中佐
演 - マイケル・ビーン
SEALsの指揮官で階級は海軍中佐。国家への忠誠心が厚く、ハメル達の決起には猛反発している。ハメルの降伏命令を頑なに拒否したが、頭上から狙われているという極度の緊張状態の中、落下してきたブロックに反応してしまい、シャワールームで海兵隊員たちとの銃撃戦の末、チーム全員と共に壮絶な最期を遂げた。
演じたマイケル・ビーンは、『ネイビー・シールズ』他、複数作品でSEALsの隊員役として出演している。

## キャスト
| 役名                          | 俳優                         | 日本語吹替          | 日本語吹替               | 日本語吹替   |
| 役名                          | 俳優                         | ソフト版            | 日本テレビ版             | テレビ朝日版 |
| ----------------------------- | ---------------------------- | ------------------- | ------------------------ | ------------ |
| ジョン・パトリック・メイソン  | ショーン・コネリー           | 若山弦蔵            | 若山弦蔵                 | 坂口芳貞     |
| スタンリー・グッドスピード    | ニコラス・ケイジ             | 大塚明夫            | 小山力也                 | 山寺宏一     |
| フランシス・X・ハメル准将     | エド・ハリス                 | 柴田秀勝            | 津嘉山正種               | 小川真司     |
| ジェームズ・ウォマックFBI長官 | ジョン・スペンサー           | 中村正              | 橋本功                   | 小島敏彦     |
| トム・バクスター少佐          | デヴィッド・モース           | 石丸博也            | 内田直哉                 | 石塚運昇     |
| アーネスト・パクストン        | ウィリアム・フォーサイス     | 糸博                | 池田勝                   | 麦人         |
| アンダーソン中佐              | マイケル・ビーン             | 田中正彦            | 大塚明夫                 | 内田直哉     |
| カーラ・ペスタロッツィ        | ヴァネッサ・マーシル         | 井上喜久子          | 日野由利加               | 渡辺美佐     |
| ヘンドリックス大尉            | ジョン・C・マッギンリー      | 水野龍司            | 平田広明                 | 田原アルノ   |
| フライ大尉                    | グレゴリー・スポールダー     | 島田敏              | 茶風林                   | 仲野裕       |
| ダロウ大尉                    | トニー・トッド               | 天田益男            | 菅原正志                 | 楠見尚己     |
| クリスプ軍曹                  | ボキーム・ウッドバイン       | 平田広明            | 大川透                   | 大川透       |
| コックス二等兵                | ブレンダン・ケリー           | 小野英昭            | 乃村健次                 | 塩屋浩三     |
| マッコイ二等兵                | スティーヴ・ハリス           | 石井康嗣            | 楠大典                   | 樫井笙人     |
| シェパード中尉                | ダニー・ヌッチ               | 平田広明            | 石田彰                   | 高木渉       |
| ジェイド・アンジェロウ        | クレア・フォーラニ           | 林佳代子            | 高森奈緒                 | 渕崎ゆり子   |
| ステイシー・リチャーズ        | セレステ・ウィーバー         |                     |                          |              |
| マーヴィン・イシャーウッド    | トッド・ルイーゾ             | 大黒和広            | 樫井笙人                 | 青山穣       |
| リン博士                      | デヴィッド・ボウ             | 室園丈裕            | 楠大典                   | 大川透       |
| ボイヤー隊員                  | デニス・チョーカー           |                     |                          |              |
| レイガート隊員                | マーシャル・R・ティーグ      | 小野英昭            | 楠見尚己                 | 中多和宏     |
| 死んだ海兵隊員                | インゴ・ノイハウス           | 石井康嗣            | 茶風林                   |              |
| ピーターソン将軍              | ジョン・ラフリン             | 石波義人            | 安井邦彦                 | 田原アルノ   |
| 海軍提督                      | ハリー・ハンフリーズ         | 加藤精三            | 辻親八                   | 水野龍司     |
| ルイス・リンストロム          | ハワード・プラット           | 加藤精三            | 小島敏彦                 | 水野龍司     |
| フランシス・レイノルズ        | ウィリー・ガーソン           |                     |                          |              |
| 床屋のパウロ                  | アンソニー・クラーク         | 室園丈裕            | 岩崎ひろし               | 田原アルノ   |
| スター                        | ドワイト・ヒックス           | 水野龍司            | 松本大                   | 星野充昭     |
| ハント                        | ラルフ・ペテュード           | 中村秀利            | 小島敏彦                 | 大川透       |
| バイクの若者                  | ショーン・スケルトン         | 平田広明            | 加瀬康之                 | 樫井笙人     |
| ラリー・ヘンダーソン          | サム・ホイップル             | 室園丈裕            | 水野龍司                 | 小形満       |
| ツアーガイド                  | レオナルド・マクマハン       | 宝亀克寿            | 辻親八                   | 稲葉実       |
| F/A-18パイロット              | ジェームズ・カヴィーゼル     |                     | 松本大                   | 星野充昭     |
| ロンナー                      | ザンダー・バークレー         | 中村秀利            | 小島敏彦                 | 内田直哉     |
| ロジャース軍曹                | レイモンド・クルス           | 大黒和広            | 後藤敦                   | 楠大典       |
| アル・クレイマー大将          | スチュアート・ウィルソン     | 塚田正昭            | 福田信昭                 | 石波義人     |
| シンクレア大統領補佐官        | デヴィッド・グラント         | 伊藤和晃            | 岩崎ひろし               | 山野井仁     |
| 連邦最高裁長官                | フィリップ・ベイカー・ホール | 川久保潔            | 藤本譲                   | 村松康雄     |
| 大統領                        | スタンリー・アンダーソン     | 川久保潔            | 内藤安彦                 | 村松康雄     |
| 役不明又はその他              | N/A                          | 定岡小百合 石井隆夫 | 園田恵子 清水敏孝 重松朋 | 斎藤恵理     |

- ソフト版：1997年4月発売のVHSに初収録。以降の各種ソフト・配信にも使用され、2012年以降はテレビ放送にも使用。
- 日本テレビ版：初回放送1999年6月25日『金曜ロードショー』※本編ノーカット
- テレビ朝日版：初回放送2000年10月8日『日曜洋画劇場』※正味約122分

## スタッフ
- 監督：マイケル・ベイ
- 脚本：デヴィッド・ウェイスバーグ、ダグラス・S・クック、マーク・ロスナー、クエンティン・タランティーノ（リライトクレジットなし）、ジョナサン・ヘンズリー
- 製作：ドン・シンプソン、ジェリー・ブラッカイマー
- 製作総指揮 = ウィリアム・スチュアート、ショーン・コネリー、ルイス・A・ストローラー
- 音楽：ハンス・ジマー、ニック・グレニー＝スミス、ハリー・グレッグソン＝ウィリアムズ
- 撮影：ジョン・シュワルツマン
- 編集：リチャード・フランシス＝ブルース

### 日本語版
- 字幕翻訳：戸田奈津子

| 吹き替え         | ソフト版                                   | 日本テレビ版         | テレビ朝日版     |
| ---------------- | ------------------------------------------ | -------------------- | ---------------- |
| 演出             | 中野洋志                                   | 佐藤敏夫             | 伊達康将         |
| 翻訳             | 栗原とみ子                                 | 木原たけし           | 平田勝茂         |
| 調整             | 金谷和美                                   | 高久孝雄             | 荒井孝           |
| 効果             | N/A                                        | サウンドボックス     | サウンドボックス |
| スタジオ         |                                            | オムニバス・ジャパン |                  |
| 技術協力         | ビーライン                                 | N/A                  | N/A              |
| 監修             | 青木謙知                                   | N/A                  | N/A              |
| 担当             |                                            | 稲毛弘之             |                  |
| プロデューサー   |                                            | 大塚恭司 垂水保貴    |                  |
| プロデューサー補 | N/A                                        | 小林三紀子           | N/A              |
| 制作監修         | 岡本企美子                                 | N/A                  | N/A              |
| 制作             | ACクリエイト                               | 東北新社             | 東北新社         |
| 制作             | DISNEY CHARACTER VOICES INTERNATIONAL,INC. | 日本テレビ           | テレビ朝日       |

## 地上波テレビ放送履歴
| 回数   | テレビ局   | 番組名             | 放送日         | 吹替版       |
| ------ | ---------- | ------------------ | -------------- | ------------ |
| 初回   | 日本テレビ | 金曜ロードショー   | 1999年6月25日  | 日本テレビ版 |
| 2回目  | テレビ朝日 | 日曜洋画劇場       | 2000年10月8日  | テレビ朝日版 |
| 3回目  | テレビ朝日 | 日曜洋画劇場       | 2002年5月26日  | テレビ朝日版 |
| 4回目  | フジテレビ | プレミアムステージ | 2005年3月5日   | 日本テレビ版 |
| 5回目  | フジテレビ | 土曜プレミアム     | 2007年6月16日  | 日本テレビ版 |
| 6回目  | テレビ朝日 | 日曜洋画劇場       | 2009年2月22日  | テレビ朝日版 |
| 7回目  | TBS        | 水曜プレミアシネマ | 2012年5月30日  | ソフト版     |
| 8回目  | テレビ東京 | 午後のロードショー | 2017年11月24日 | ソフト版     |
| 9回目  | テレビ東京 | 午後のロードショー | 2019年7月3日   | ソフト版     |
| 10回目 | テレビ東京 | 午後のロードショー | 2021年3月25日  | ソフト版     |
| 11回目 | テレビ東京 | 午後のロードショー | 2023年5月12日  | ソフト版     |

## 評価
レビュー・アグリゲーターのRotten Tomatoesでは69件のレビューで支持率は68%、平均点は6.70/10となった。Metacriticでは24件のレビューを基に加重平均値が58/100となった。

## その他
- 実在のアルカトラズ刑務所での撮影は、アメリカ政府が許可しなかったため、外観や独房部屋など一部のシーンを除いて、大半がセットか他の場所での撮影である。そのため、シャワー室の様相などは現実とはかなり違う。
- 劇中でテロリストが奪ったVXガスについてのペンタゴン高官の説明の内容に関しては一部が誇張されている。また、日本版では字幕・吹替共に「神経ガス弾」と訳されている。
- ドン・シンプソンは公開前の1996年1月、ドラッグの過剰摂取によるとみられる心臓麻痺で死亡し、本作がジェリー・ブラッカイマーと共同で製作した最後の作品となった。映画のラストには、「この映画をドン・シンプソンの思い出に捧ぐ」という賛辞がクレジットされている。
- 脚本の書き直しをクエンティン・タランティーノが務めたが、クレジットはされていない。
- 本作でアメリカ大統領役を演じたスタンリー・アンダーソンは、1998年公開の『アルマゲドン』でも大統領役を演じている（監督も同じマイケル・ベイ）。
- アーノルド・シュワルツェネッガーは、オファーを断ったことを後悔している映画として、本作を挙げている[9]。また、オファーされた役がハメル准将役であったとされる情報が多いが、実際にはグッドスピード役のオファーであった。[10]
- ミリタリーゲーム業界における本作の影響は非常に大きく『メタルギアソリッド』では本作の孤島を占拠したテロリスト、海中からの潜入といったシチュエーションがオマージュされ、『BLACK』『Rainbow Six 3』『Battlefield:Hardline』では一部のステージで本作のシャワー室のオマージュがなされている。また、『Call of Duty: Modern Warfare 2』ではシャワー室の他にグッドスピードが二本のフレアで戦闘機の爆撃の中止を行おうとするシーンやNavy SEALsの隊員の装備、強制収容所に収監されていたプライスの格好等、豊富なオマージュがなされており、音楽も本作と同じハンス・ジマーが担当している。また、その関係か次回作の『Call of Duty:Black Ops』では主人公の名前にメイソンの名が使われたり、冒頭のVXガスでハメルの部下が死亡するシーンがNova6でディミトリ・ペトリェンコが死亡するシーンにオマージュされている他、本作でハメル准将を演じたエド・ハリスが異名が「ロック」であるジェイソン・ハドソン役で出演している。
- また、2021年に公開された韓国映画『白頭山大噴火』では本作のグッドスピードとメイソンの設定がオマージュされている。

## 関連商品
ウォルト ディズニー スタジオ ホーム エンターテイメントよりBlu-ray Disc/DVD/UMDの3フォーマットでリリース（各1枚組）。
DVD版は当初パイオニアLDCより発売されていたため、ディズニー版は『ザ・ロック 特別版』として発売。